# 365 dni: Ten dzień
365 dni: Ten dzień (anglès: 365 Days: This Day) és una pel·lícula de thriller eròtic del 2022 dirigida per Barbara Białowąs i Tomasz Mandes. Com a seqüela de 365 dni, està basada en Ten dzień, la segona novel·la d'una trilogia de Blanka Lipińska, i és protagonitzada per Anna-Maria Sieklucka, Michele Morrone i Magdalena Lamparska.
La pel·lícula es va estrenar a tot el món a Netflix el 27 d'abril de 2022, amb una recepció crítica àmpliament negativa similar a la de la seva predecessora. El 31 de maig del mateix any, la plataforma va incloure els subtítols en català.

## Repartiment
- Anna-Maria Sieklucka com a Laura Biel
- Michele Morrone com a
  - Massimo Torricelli, el marit de la Laura
  - Germà bessó d'en Massimo, Adriano Torricelli
- Magdalena Lamparska com a Olga
- Otar Saralidze com a Domenico[5]
- Simone Susinna com a Nacho[5]

## Producció
El rodatge principal va començar el maig del 2021, a zones d'Itàlia i Polònia, amb Anna-Maria Sieklucka i Magdalena Lamparska repetint els seus papers de la primera pel·lícula. La producció estava programada inicialment per començar el 2020, a Sicília i Polònia, però es va retardar a causa de la pandèmia de la COVID-19. El febrer de 2021, també es va confirmar que Michele Morrone repetiria el seu paper.